# 루마니아 U-20 축구 국가대표팀
루마니아 U-20 축구 국가대표팀(루마니아어: Echipa națională de fotbal a României Sub-20)은 루마니아를 대표하는 20세 이하의 축구 국가대표팀으로, 루마니아의 축구 관리 기관인 루마니아 축구 연맹의 관리를 받는다. 1981년 FIFA U-20 월드컵에서 3위를 기록했다.